# 衡山宾馆

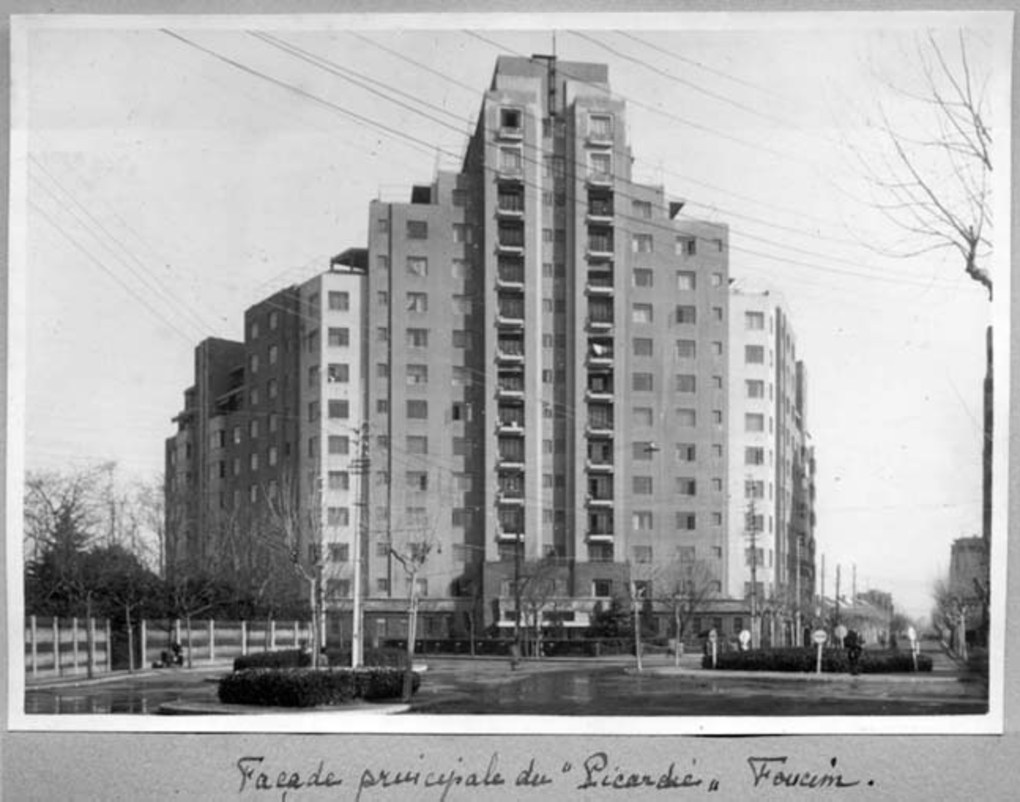
毕卡第公寓旧景

衡山宾馆（英语：Hengshan Picardie Hotel），旧称毕卡第公寓（I.S.S. Picardie Apartments），是一座位于上海市徐汇区衡山路534号（原法租界西部）的五星级涉外宾馆，毗邻徐家汇商圈和上海市委办公厅，是上海市委市政府接待中外贵宾的指定宾馆，1955年前为上海高档住宅公寓。 

## 建筑风格
毕卡第公寓的外观设计较为简约，是装饰艺术风格的建筑，立面处理简单明快，底层墙面用深色大理石作为基座，中部方顶是灰白色，其余墙面均是土黄色。从远处仰望，大楼主体仿佛一只展翅的雄鹰，又因其地处四条道路的交叉口，更显出建筑的宏伟。
公寓高15层，标高65米，呈中间高两边低的结构，底层为商店，共有住房87套，每套少则2间，多至5间，房内多用帐幔间隔。厨房之后，有什役居室与主人隔离，各有出入走道。公寓楼内有载客电梯6台，载货电梯3台，走道宽敞，另设有3层专用车库，毕卡第公寓于1955年改为宾馆，1980年代以前曾长期是上海西区的最高建筑，现为上海市优秀历史建筑。

## 建筑历史

### 毕卡第公寓（1936-1955）
毕卡第公寓始建于1934年，竣工于1936年，是一座高端豪华公寓，公寓以法国最为富饶的北部大区毕卡第为名，投资者为万国储蓄会下属的中国建业地产公司，并联手了潘荣记营造厂、胡顺记营造厂、利源记营造厂以及陈永兴营造厂等四家当时上海地产业的龙头营造厂，万国储蓄会希望公寓以「毕卡第」的名头在旅沪法人中打造一个高端品牌。公寓由法商营造公司设计。竣工后的毕卡第公寓立即成为当时上海豪华家庭式公寓楼的范例，建筑设计上迎合了西方人的居住习惯，在公寓落成半年内即全部住满，云集了法国、美国、德国、比利时、苏联、丹麦、瑞士等国的权贵，其中又以犹太裔富商的比例最多，上海本地报纸也给毕卡第公寓取了一个「万国公寓」的别名。
1941年太平洋战争全面爆发，上海租界的政局也陷入动荡，万国储蓄会经营逐渐陷入困境，直1945年停业清理。毕卡迪公寓作为万国储蓄会的旗下资产被中華民國政府拍卖，但无人问津后遭遇流拍，最终国民政府以低价收购了该公寓。毕卡第公寓成为了许多南京国民政府高级将领及家属在上海的临时住所，同时也接待过不少途径上海的中外友人。

### 衡山宾馆（1955-至今）
1955年，毕卡第公寓经上海市人民政府修缮，因地处衡山路，故决定将公寓更名为衡山招待所，主要接待援建中国经济建设的苏联专家，是中华人民共和国成立后的首批涉外旅馆。1960年，升级为衡山宾馆，是上海市政府接待贵宾的场所。1980年代以后对外开放，衡山宾馆成为五星级的涉外酒店，并进行了历史上首次建筑加层，将楼高提高至62.1米，并增设观光电梯。
2008年，衡山宾馆经过又一轮的修缮和扩建成为五星级酒店，并将英文名全称定为「Shanghai Hengshan Picardie Hotel」（上海衡山毕卡第宾馆）以纪念曾经的毕卡第公寓。衡山宾馆现拥有各类客房240间套，内部装潢以法国风格为主，现代派与古典派装饰兼有。

## 毗邻主要建筑与公共设施
- 衡山公园
- 徐家汇公园
- 凯文公寓
- 上海国际网球中心